# Ramon Julian Puigblanque
Ramon Julian Puigblanque, també conegut com a Ramonet (Vic, Osona, 9 de novembre de 1981) és un escalador professional català especialitzat en competicions d'ascensió directa "lead". Va guanyar dos Campionats Mundials el 2007 i 2011, dos Campionats europeus el 2004 i 2010, i la Copa Mundial d'Escalada directa el 2010. També ha escalat moltes rutes de nivell 9a i superior.

## Biografia
Va començar a escalar de nen amb els seus pares i va competir en categories sèniors el 2001. El 17 de novembre de 2002, va guanyar per primer cop amb un primer pòdium a la Copa Mundial a Kranj (Eslovènia), darrera etapa de la temporada 2002.
El 8 de març de 2003, fou notícia el seu primer ascens lliure de la via La Rambla extensió (Siurana), un dels primers 9a+ de la història i el grau més alt en aquell moment. El mateix any va acabar segon a la Copa Mundial "Lead" amb tres victòries, dues segones posicions i dos pòdiums. La Copa va ser guanyada per Alexandre Chabot, amb cinc victòries i dues segones posicions.
El 2004 va guanyar la medalla d'or als Campionats europeus a Lecco (Itàlia).
El 29 de maig de 2006, va escalar al primer intent "a vista" la ruta 8c Suma O a Cuenca (Espanya). Puigblanque esdevenia la quarta persona al món que aconseguia escalar un 8c "a vista" després de Yuji Hirayama, Tomáš Mrázek i Patxi Usobiaga.
El 2007 va guanyar la seva primera medalla d'or als Campionats Mundials a Avilés (Espanya), i va acabar segon a la Copa Mundial "Lead".
El 2010 va guanyar el seu primer títol de la Copa Mundial "Lead", amb tres victòries i un segon lloc, i va endur-se la seva segona medalla d'or als Campionats europeus a Imst (Àustria).
El 2011 va guanyar la seva segona medalla d'or als Campionats Mundials a Arco (Itàlia), i va acabar segon a la Copa Mundial "Lead".
L'11 d'octubre de 2011, va esdevenir la tercera persona al món que aconseguia escalar un 8c+ "a vista" després de Patxi Usobiaga i Adam Ondra, a la via The Crew a Rifle (Colorado), uns quants dies després de competir a la Copa Mundial de Boulder.

## Nombre de medalles als Campionats del Món

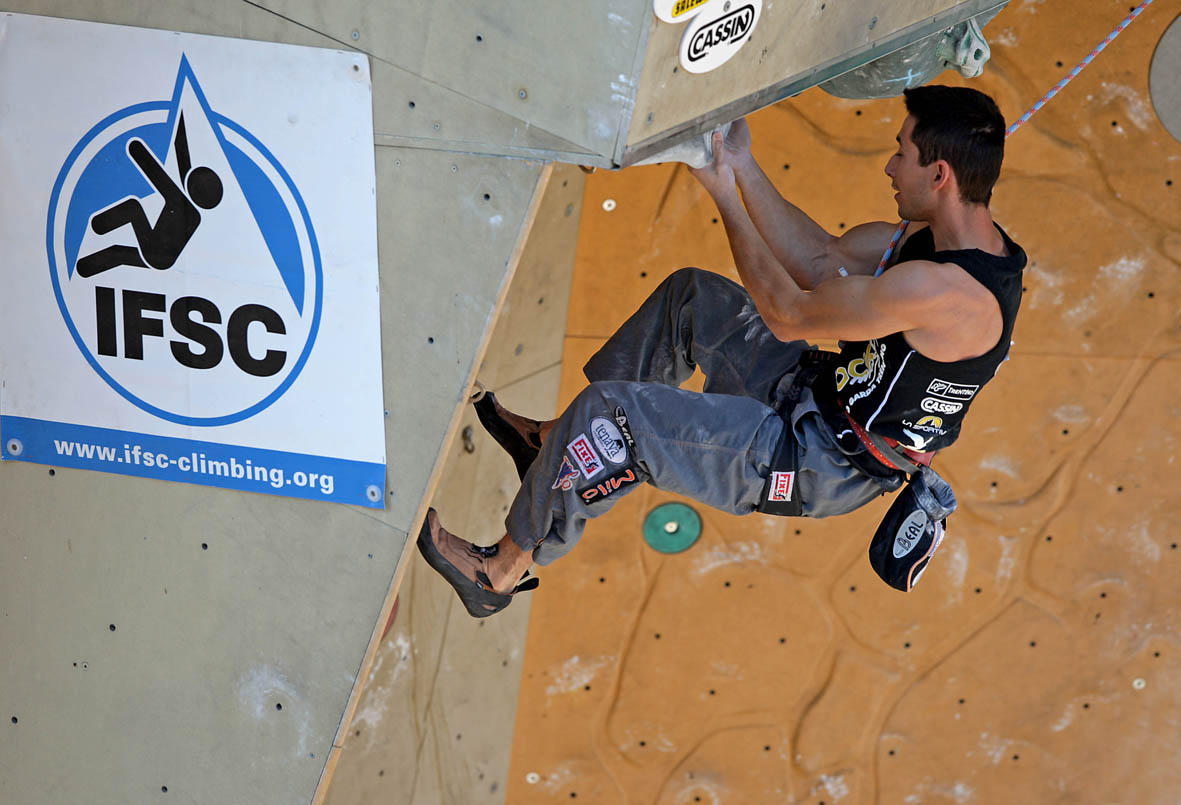
Puigblanque competint al Rock Master 2007

### "Lead"
| Temporada | Or | Plata | Bronze | Total |
| --------- | -- | ----- | ------ | ----- |
| 2001      |    |       |        |       |
| 2002      | 1  | 1     |        |       |
| 2003      | 3  | 2     | 2      | 7     |
| 2004      |    |       |        |       |
| 2005      | 2  | 1     | 1      | 4     |
| 2006      | 2  | 1     | 3      |       |
| 2007      | 1  | 3     | 4      |       |
| 2008      | 1  | 1     | 2      |       |
| 2009      | 1  | 1     |        |       |
| 2010      | 3  | 1     | 4      |       |
| 2011      | 2  | 3     | 2      | 7     |
| 2012      | 3  | 1     | 4      |       |
| 2013      | 1  | 1     | 2      |       |
| Total     | 19 | 13    | 7      | 39    |